# Mainauer Deklaration 2015 zum Klimawandel

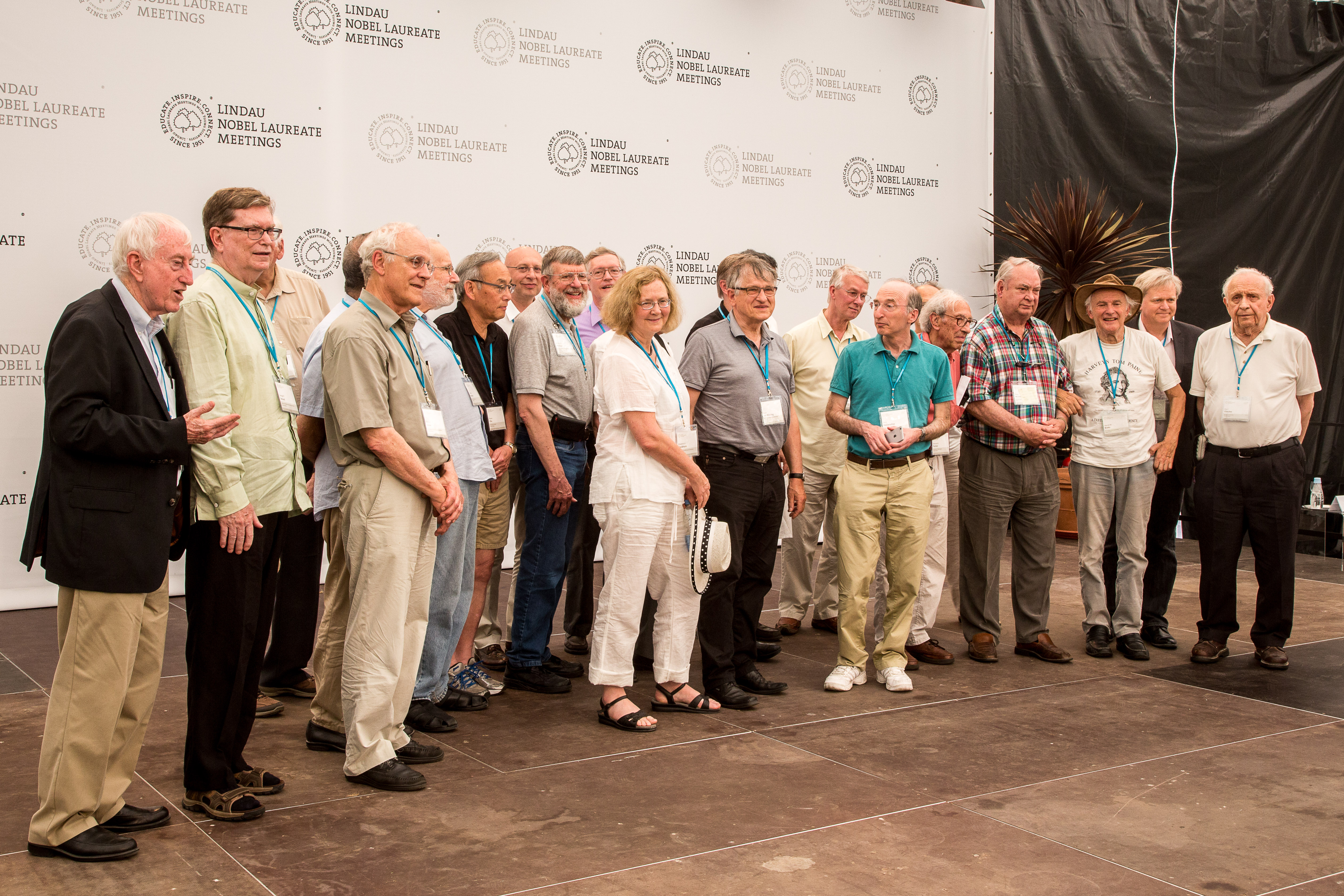
Auf diesem Gruppenfoto vom 3. Juli 2015 sind etwa die Hälfte der Erstunterzeichner der Mainauer Deklaration 2015 zum Klimawandel versammelt

Die Mainauer Deklaration 2015 zum Klimawandel ist eine gemeinsame Erklärung von 76 Nobelpreisträgern, die vor den Folgen des Klimawandels eindringlich warnt. Die Deklaration wurde am 3. Juli 2015 auf der Insel Mainau präsentiert, damals mit den Unterschriften von 36 Erstunterzeichnern. Die Nobelpreisträger riefen dazu auf, bei der bevorstehenden UN-Klimakonferenz in Paris 2015 entschlossen zu handeln.

## Geschichte

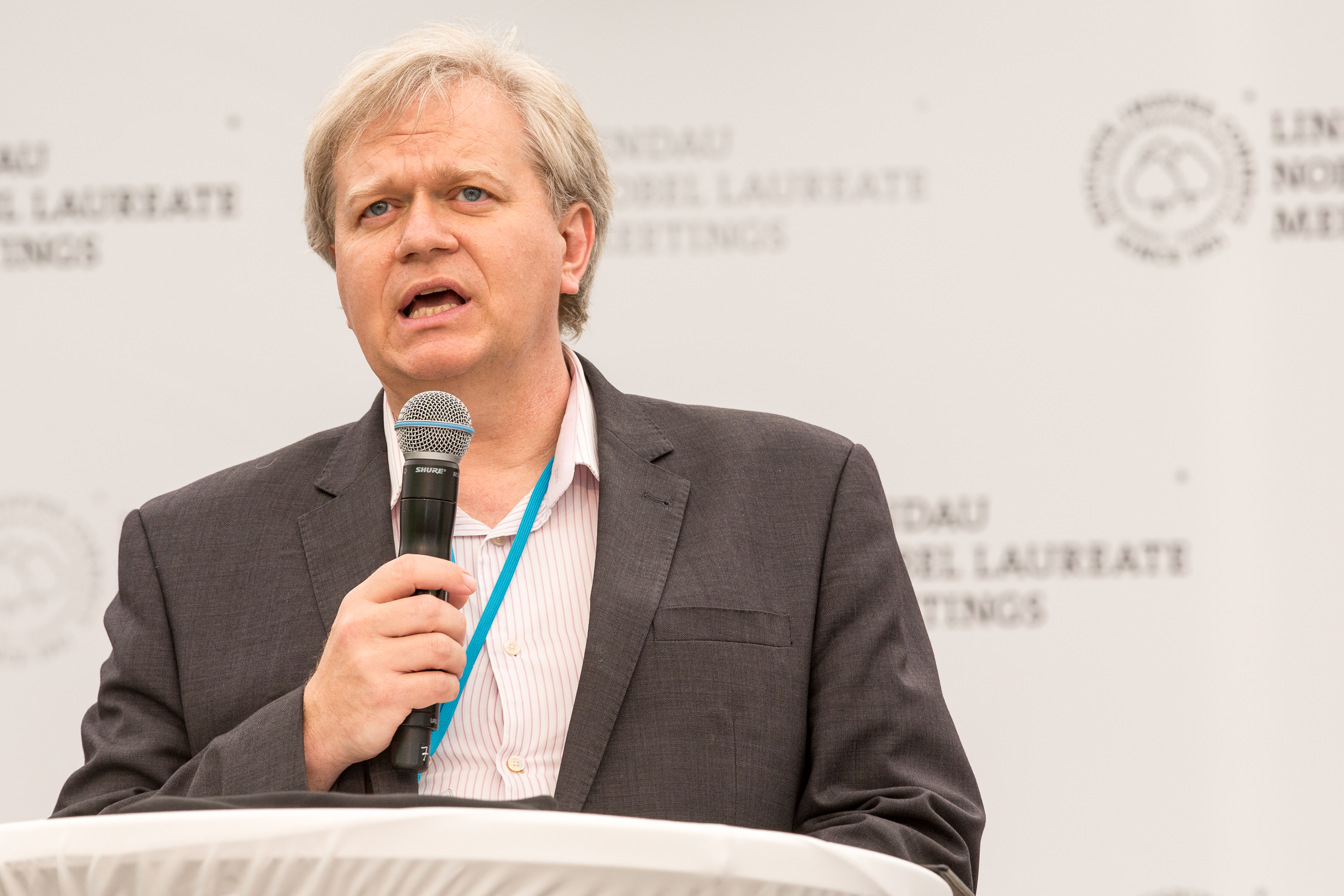
Brian P. Schmidt bei der Verlesung der Deklaration am 3. Juli 2015

Die Mainauer Deklaration 2015 zum Klimawandel wurde 60 Jahre nach der Mainauer Kundgebung (1955) präsentiert, die am selben Ort unterzeichnet wurde und vor dem Einsatz von Atomwaffen warnte.
Die Initiative zu der gemeinsamen Erklärung zum Klimawandel ging von den Teilnehmern der 65. Lindauer Nobelpreisträgertagung (2015) aus. Als Sprecher fungierten die Nobelpreisträger Steven Chu, Peter Doherty, David Gross, Brian P. Schmidt und George Smoot. Die fünf Sprecher gaben am 2. Juli 2015 eine Pressekonferenz. Zum Abschluss der Tagung verlas Brian P. Schmidt die Deklaration am 3. Juli auf der Insel Mainau, wo traditionell der letzte Tag der Lindauer Nobelpreisträgertagungen stattfindet.
Am 7. Dezember 2015, im Rahmen der UN-Klimakonferenz in Paris, übergaben die französischen Nobelpreisträger Serge Haroche und Claude Cohen-Tannoudji zusammen mit den Klimaforschern Hans Joachim Schellnhuber und Jean Jouzel die Deklaration an den französischen Staatspräsidenten François Hollande.

## Bezeichnungen
Die offizielle Website verwendet die englische Sprache und deshalb die englische Bezeichnung Mainau Declaration 2015 on Climate Change.
Zur Unterscheidung von der Mainauer Kundgebung (1955) werden meist Bezeichnungen wie die folgenden verwendet (wahlweise mit Deklaration oder Erklärung):
- Mainauer Deklaration 2015 zum Klimawandel
- Mainauer Erklärung 2015 zum Klimawandel
- Mainauer Deklaration 2015
- Mainauer Erklärung 2015
- Mainauer Deklaration zum Klimawandel
- Mainauer Erklärung zum Klimawandel

## Text der Deklaration
Auf der offiziellen Website ist der Text der Deklaration in sieben Sprachen (Englisch, Französisch, Deutsch, Spanisch, Russisch, Arabisch, Chinesisch) als PDF-Datei verfügbar.

## Unterzeichner

### Erstunterzeichner
Zum Zeitpunkt der Präsentation am 3. Juli 2015 hatten 36 Nobelpreisträger die Deklaration unterzeichnet:
- Peter Agre (* 1949), US-amerikanischer Mediziner und Molekularbiologe
- J. Michael Bishop (* 1936), US-amerikanischer Virologe, Krebsforscher und Mikrobiologe
- Elizabeth Blackburn (* 1948), australisch-US-amerikanische Molekularbiologin
- Martin Chalfie (* 1947), US-amerikanischer Biologe
- Steven Chu (* 1948), US-amerikanischer Physiker
- Claude Cohen-Tannoudji (* 1933), französischer Physiker
- James W. Cronin (1931–2016), US-amerikanischer Physiker
- Peter Doherty (* 1940), australischer Tiermediziner und Immunologe
- Gerhard Ertl (* 1936), deutscher Physiker und Oberflächenchemiker
- Edmond Fischer (1920–2021), US-amerikanisch-schweizerischer Biochemiker
- Walter Gilbert (* 1932), US-amerikanischer Physiker und Biochemiker
- Roy Glauber (1925–2018), US-amerikanischer Physiker
- David Gross (* 1941), US-amerikanischer Physiker
- John L. Hall (* 1934), US-amerikanischer Physiker
- Serge Haroche (* 1944), französischer Physiker
- Stefan Hell (* 1962), rumäniendeutscher Physiker und Hochschullehrer
- Jules A. Hoffmann (* 1941), französischer Biologe luxemburgischer Abstammung
- Klaus von Klitzing (* 1943), deutscher Physiker
- Harold Kroto (1939–2016), britischer Chemiker mit deutschen Wurzeln
- William Moerner (* 1953), US-amerikanischer Physiker und Chemiker
- Ferid Murad (1936–2023), US-amerikanischer Mediziner, Pharmakologe und Hochschullehrer
- Ei-ichi Negishi (1935–2021), japanischer Chemiker
- Saul Perlmutter (* 1959), US-amerikanischer Astrophysiker
- William Phillips (* 1948), US-amerikanischer Physiker
- Richard John Roberts (* 1943), britisch-amerikanischer Biochemiker und Molekularbiologe
- Kailash Satyarthi (* 1954), indischer Kinderrechts- und Bildungsrechtsaktivist
- Brian P. Schmidt (* 1967), US-amerikanisch/australischer Astronom
- Hamilton O. Smith (* 1931), US-amerikanischer Biochemiker und Molekulargenetiker
- George Smoot (* 1945), US-amerikanischer Astrophysiker
- Jack Szostak (* 1952), kanadisch-US-amerikanischer Molekularbiologe britisch-polnischer Abstammung
- Roger Y. Tsien (1952–2016), US-amerikanischer Zellbiologe chinesischer Abstammung
- Harold Varmus (* 1939), US-amerikanischer Virologe
- J. Robin Warren (1937–2024), australischer Pathologe
- Arieh Warshel (* 1940), israelisch-US-amerikanischer Chemiker und Hochschullehrer
- Torsten Wiesel (* 1924), schwedisch-US-amerikanischer Neurophysiologe und Neurobiologe
- Robert Wilson (* 1936), US-amerikanischer Physiker

### Weitere Unterzeichner
Bis zum 1. Februar 2016 ließen die nachfolgend genannten 40 Nobelpreisträger ihre Namen nachträglich ebenfalls auf die Liste der Unterzeichner setzen. Damit stieg die Gesamtzahl der Unterzeichner auf 76.
- Hiroshi Amano (* 1960), japanischer Physiker
- David Baltimore (* 1938), US-amerikanischer Mikrobiologe und Virologe
- Aaron Ciechanover (* 1947), israelischer Biochemiker
- Elias Corey (* 1928), US-amerikanischer Chemiker
- Robert Curl (1933–2022), US-amerikanischer Chemiker
- Johann Deisenhofer (* 1943), deutscher Biophysiker
- Jerome I. Friedman (* 1930), US-amerikanischer Physiker
- Sheldon Glashow (* 1932), US-amerikanischer Physiker
- Robert Grubbs (1942–2021), US-amerikanischer Chemiker
- Leland Hartwell (* 1939), US-amerikanischer Biologe, Biochemiker, Molekulargenetiker und Krebsforscher
- Dudley Herschbach (* 1932), US-amerikanischer Chemiker
- Roald Hoffmann (* 1937), US-amerikanischer Chemiker
- Wolfgang Ketterle (* 1957), deutscher Physiker und Hochschullehrer
- Walter Kohn (1923–2016), US-amerikanischer Physiker österreichischer Herkunft
- Yuan T. Lee (* 1936), taiwanischer Chemiker
- Anthony J. Leggett (* 1938), Professor für Physik
- Michael Levitt (* 1947), Chemiker und Biophysiker mit US-amerikanischer, britischer und israelischer Staatsbürgerschaft
- John Cromwell Mather (* 1946), amerikanischer Astrophysiker
- Arthur B. McDonald (* 1943), kanadischer Physiker
- Mario J. Molina (1943–2020), mexikanischer Chemiker
- Edvard Moser (* 1962), norwegischer Neurowissenschaftler
- May-Britt Moser (* 1963), norwegische Neurowissenschaftlerin
- Erwin Neher (* 1944), deutscher Biophysiker
- Ryōji Noyori (* 1938), japanischer Chemiker
- Paul Nurse (* 1949), britischer Biochemiker, Zellforscher, Neurobiologe und Mikrobiologe
- John O’Keefe (* 1939), britisch-US-amerikanischer Neurowissenschaftler
- Douglas Osheroff (* 1945), US-amerikanischer Physiker
- Arno Penzias (1933–2024), deutsch-US-amerikanischer Physiker und Astronom
- Adam Riess (* 1969), US-amerikanischer Astrophysiker
- Carlo Rubbia (* 1934), italienischer Physiker
- Oliver Smithies (1925–2017), englisch-amerikanischer Genetiker
- Jack Steinberger (1921–2020), US-amerikanischer Physiker
- Thomas Steitz (1940–2018), US-amerikanischer Molekularbiologe und Biochemiker
- Horst Störmer (* 1949), deutscher Physiker
- Thomas Südhof (* 1955), deutsch-US-amerikanischer Biochemiker
- John Sulston (1942–2018), britischer Biologe
- Joseph H. Taylor (* 1941), US-amerikanischer Astrophysiker und Amateurfunk-Pionier
- Steven Weinberg (1933–2021), US-amerikanischer Physiker
- Carl Wieman (* 1951), US-amerikanischer Physiker
- David Wineland (* 1944), US-amerikanischer Physiker